# Marco Cecchinato
Marco Cecchinato (Palermo, 30 september 1992) is een Italiaanse tennisser. Cecchinato specialiseert zich in het spelen op gravelbanen.
Het jaar 2018 gold als het jaar van zijn doorbraak. In het voorjaar won hij op het ATP-toernooi van Boedapest zijn eerste titel, door in de finale de Australiër John Millman het nakijken te geven. Op Roland Garros 2018 haalde hij verrassend de halve finale, waarin hij verloor van de Oostenrijker Dominic Thiem. Hij won in de kwartfinale van meervoudig grandslamwinnaar Novak Đoković. Hij trok zijn goede vorm door, door in de zomer het ATP-toernooi van Umag op zijn naam te schrijven, ten koste van de Argentijn Guido Pella.

## Palmares

### Palmares enkelspel
| Legenda                       | Legenda               |
| ----------------------------- | --------------------- |
| Grand Slam                    |                       |
| Olympische Spelen             |                       |
| tot 2009                      | vanaf 2009            |
| Tennis Masters Cup            | ATP Finals            |
| ATP Masters Series            | ATP Tour Masters 1000 |
| ATP International Series Gold | ATP Tour 500          |
| ATP International Series      | ATP Tour 250          |

| Nr.                  | Datum            | Toernooi         | Ondergrond | Tegenstander in finale | Score         | Details |
| -------------------- | ---------------- | ---------------- | ---------- | ---------------------- | ------------- | ------- |
| Gewonnen finales     |                  |                  |            |                        |               |         |
| 1.                   | 29 april 2018    | ATP Boedapest    | Gravel     | John Millman           | 7-5, 6-4      | Details |
| 2.                   | 22 juli 2018     | ATP Umag         | Gravel     | Guido Pella            | 6-2, 7-6(4)   | Details |
| 3.                   | 17 februari 2019 | ATP Buenos Aires | Gravel     | Diego Schwartzman      | 6-1, 6-2      | Details |
| Verloren finales     |                  |                  |            |                        |               |         |
| 1.                   | 18 oktober 2020  | ATP Cagliari     | Gravel     | Laslo Djere            | 6-7(3), 5-7   | Details |
| 2.                   | 29 mei 2021      | ATP Parma        | Gravel     | Sebastian Korda        | 2-6, 4-6      | Details |
| Gewonnen challengers |                  |                  |            |                        |               |         |
| 1.                   | 11 augustus 2013 | San Marino       | Gravel     | Filippo Volandri       | 6-3, 6-4      |         |
| 2.                   | 3 mei 2015       | Turijn           | Gravel     | Kimmer Coppejans       | 6-2, 6-3      |         |
| 3.                   | 26 juni 2016     | Milaan           | Gravel     | Laslo Đere             | 6-2, 6-2      |         |
| 4.                   | 13 mei 2017      | Rome             | Gravel     | Jozef Kovalík          | 6-4, 6-4      |         |
| 5.                   | 10 maart 2018    | Santiago         | Gravel     | Carlos Gomez-Herrera   | 1-6, 6-1, 6-1 |         |

### Palmares dubbelspel
| Nr.                  | Datum             | Toernooi | Ondergrond    | Partner       | Tegenstanders in finale          | Score    | Details |
| -------------------- | ----------------- | -------- | ------------- | ------------- | -------------------------------- | -------- | ------- |
| Gewonnen challengers |                   |          |               |               |                                  |          |         |
| 1.                   | 14 september 2014 | Biella   | Gravel        | Matteo Viola  | Frank Moser Alexander Satschko   | 7-5, 6-0 |         |
| 2.                   | 16 april 2017     | Barletta | Hardcourt (I) | Matteo Donati | Marin Draganja Tomislav Draganja | 6-3, 6-4 |         |
| 3.                   | 24 september 2017 | Sibiu    | Gravel        | Matteo Donati | Sander Gillé Joran Vliegen       | 6-3, 6-1 |         |

## Resultaten grote toernooien
| Legenda | Legenda                          |
| ------- | -------------------------------- |
| g.t.    | geen toernooi gehouden           |
| l.c.    | lagere categorie                 |
| –       | niet deelgenomen                 |
| G       | uitgeschakeld in de groepsfase   |
| 1R      | uitgeschakeld in de eerste ronde |
| 2R      | uitgeschakeld in de tweede ronde |
| 3R      | uitgeschakeld in de derde ronde  |
| 4R      | uitgeschakeld in de vierde ronde |
| KF      | uitgeschakeld in de kwartfinale  |
| HF      | uitgeschakeld in de halve finale |
| F       | de finale verloren               |
| W       | het toernooi gewonnen            |
| w-v     | winst/verlies-balans             |

### Enkelspel
| grandslamtoernooien  |      |     |      |      |      |      |    |
| Australian Open      | –    | 1R  | –    | –    | 1R   | 1R   | 1R |
| Roland Garros        | –    | 1R  | –    | HF   | 1R   | 3R   | 3R |
| Wimbledon            | –    | –   | 1R   | 1R   | 1R   | g.t. | 1R |
| US Open              | 1R   | –   | –    | 1R   | 1R   | 1R   |    |
| ATP Masters 1000     |      |     |      |      |      |      |    |
| Indian Wells         | –    | –   | –    | –    | 2R   | g.t. |    |
| Miami                | –    | –   | –    | –    | 3R   | g.t. | –  |
| Monte Carlo          | –    | 1R  | –    | 2R   | 3R   | g.t. | 2R |
| Madrid               | –    | –   | –    | –    | 1R   | g.t. | 1R |
| Rome                 | –    | 1R  | –    | 2R   | 2R   | 2R   | –  |
| Montreal/Toronto     | –    | –   | –    | 1R   | 1R   | g.t. |    |
| Cincinnati           | –    | –   | –    | 1R   | 1R   | –    |    |
| Shanghai             | –    | –   | –    | 3R   | 1R   | g.t. |    |
| Parijs               | –    | –   | –    | 1R   | –    | 1R   |    |
| olympisch            |      |     |      |      |      |      |    |
| Olympische Spelen    | g.t. | –   | g.t. | g.t. | g.t. | g.t. |    |
| statistieken         |      |     |      |      |      |      |    |
| totaal aantal titels | 0    | 0   | 0    | 2    | 1    | 0    | 0  |
| eindejaarsranking    | 90   | 187 | 109  | 20   | 71   | 80   |    |

### Dubbelspel
| grandslamtoernooien  |      |      |     |      |      |      |    |
| Australian Open      | –    | –    | 3R  | –    | 1R   | 1R   | –  |
| Roland Garros        | –    | –    | –   | 1R   | 1R   | –    | –  |
| Wimbledon            | –    | –    | –   | 1R   | 1R   | g.t. | –  |
| US Open              | –    | 2R   | –   | 1R   | 2R   | –    |    |
| ATP Masters 1000     |      |      |     |      |      |      |    |
| Indian Wells         | –    | –    | –   | –    | 1R   | g.t. |    |
| Miami                | –    | –    | –   | –    | 1R   | g.t. | –  |
| Monte Carlo          | –    | –    | –   | –    | 1R   | g.t. | –  |
| Madrid               | –    | –    | –   | –    | 1R   | g.t. | –  |
| Rome                 | 1R   | –    | –   | –    | 1R   | –    | 1R |
| Montreal/Toronto     | –    | –    | –   | 1R   | –    | g.t. |    |
| Cincinnati           | –    | –    | –   | 1R   | –    | –    |    |
| Shanghai             | –    | –    | –   | 1R   | –    | g.t. |    |
| Parijs               | –    | –    | –   | –    | –    | –    |    |
| olympisch            |      |      |     |      |      |      |    |
| Olympische Spelen    | g.t. | g.t. | –   | g.t. | g.t. | g.t. |    |
| statistieken         |      |      |     |      |      |      |    |
| totaal aantal titels | 0    | 0    | 0   | 0    | 0    | 0    | 0  |
| eindejaarsranking    | 326  | 349  | 289 | —    | 456  | —    |    |